# Sääsküla (Luunja)
Sääsküla – wieś w Estonii, w prowincji Tartu, w gminie Luunja.